# Erik Stevenson
Erik Stevenson, né le  28 avril 1999 à Lacey dans l'État de Washington, est un joueur américain de basket-ball évoluant au poste d'arrière et mesurant 1,91 m.

## Biographie

### Professionnelle
En février 2025, il signe un contrat de 10 jours avec les Wizards de Washington. Malgré tout, il n'évolue pas avec les Wizards durant cette période.

## Palmarès et distinctions personnelles

### Universitaire
- Third-team All-Big 12 (2023)